# Rustam Mirsodiqov
Rustam Toʻxtamurodovich Mirsodiqov, uzb. cyr. Рустам Тўхтамуродович Мирсодиқов, ros. Рустам Тухтамурадович Мирсадыков, Rustam Tuchtamuradowicz Mirsadykow (ur. 14 maja 1955 w Kokandzie, Uzbecka SRR) – uzbecki piłkarz, grający na pozycji obrońcy, trener piłkarski.

## Kariera piłkarska
Wychowanek Szkoły-Internatu Sportowego im. G.Titowa w Taszkencie. Pierwsi trenerzy I.Toshmuhamedov, W.Jatczenko i J.Aranovicz. W 1972 rozpoczął karierę piłkarską w Paxtakorze Taszkent. Latem 1975 przeniósł się do Traktoru Taszkent. W 1977 został piłkarzem Irrigatora Dżyzak, który potem zmienił nazwę na Buston Dżyzak. W latach 1981–1982 bronił barw Dinama Samarkanda, a od 1985 do 1986 występował w klubie Soxibkor Xalqobod. W 1988 powrócił do Dinama Samarkanda. W 1989 odszedł do Spartaka Andijon, w którym zakończył karierę piłkarza.

## Kariera trenerska
Po zakończeniu kariery piłkarza rozpoczął pracę szkoleniowca. Najpierw w 1992 pomagał Ahrolowi Inoyatovowi trenować Paxtakor Taszkent. W 1995 dołączył do sztabu trenerskiego Politotdelu Yangibozor, w którym pełnił funkcje dyrektora technicznego, a w 1996 po zmianie nazwy na Doʻstlik Yangibozor stał na czele klubu. 25 sierpnia 1996 zmienił klub na MHSK Taszkent, w którym pracował do maja 1998. Również 9 maja 1997 został zaproszony na stanowisko selekcjonera narodowej reprezentacji Uzbekistanu, ale po nieudanych występach 18 października 1997 został zwolniony. Pod jego przywództwem reprezentacja rozegrała 12 meczów, w których odniosła 5 zwycięstw i zaznała 4 porażki. W 1999 ponownie prowadził Doʻstlik Yangibozor, a potem kluby Lokomotiv Taszkent i Qizilqum Zarafshon. W 2008 został mianowany na stanowisko głównego trenera Metallurga Bekobod.

## Sukcesy i odznaczenia

### Sukcesy trenerskie
MHSK Taszkent
- mistrz Uzbekistanu: 1997

Doʻstlik Yangibozor
- mistrz Uzbekistanu: 1999

### Sukcesy indywidualne
- najlepszy trener roku w Uzbekistanie: 1997